# Беннетт-Спрінгс (Айова)
Беннетт-Спрінгс (англ. Bennett) — місто (англ. city) в США, в окрузі Седар штату Айова. Населення — 347 осіб (2020).

## Географія
Беннетт-Спрінгс розташований за координатами 41°44′23″ пн. ш. 90°58′26″ зх. д. / 41.73972° пн. ш. 90.97389° зх. д. (41.739829, -90.973842).  За даними Бюро перепису населення США в 2010 році місто мало площу 0,51 км², уся площа — суходіл.

## Демографія
Згідно з переписом 2010 року, у місті мешкало 405 осіб у 160 домогосподарствах у складі 116 родин. Густота населення становила 801 особа/км².  Було 172 помешкання (340/км²).
Расовий склад населення:
| - 97,5 % — білих - 1,5 % — азіатів - 0,5 % — чорних або афроамериканців |

До двох чи більше рас належало 0,5 %. Частка іспаномовних становила 2,5 % від усіх жителів.
За віковим діапазоном населення розподілялося таким чином: 28,1 % — особи молодші 18 років, 55,1 % — особи у віці 18—64 років, 16,8 % — особи у віці 65 років та старші. Медіана віку мешканця становила 38,7 року. На 100 осіб жіночої статі у місті припадало 101,5 чоловіків;  на 100 жінок у віці від 18 років та старших — 95,3 чоловіків також старших 18 років.
Середній дохід на одне домашнє господарство  становив 58 158 доларів США (медіана — 50 556), а середній дохід на одну сім'ю — 67 302 долари (медіана — 59 167). За межею бідності перебувало 6,3 % осіб, у тому числі 3,8 % дітей у віці до 18 років та 5,9 % осіб у віці 65 років та старших.
Цивільне працевлаштоване населення становило 190 осіб. Основні галузі зайнятості: освіта, охорона здоров'я та соціальна допомога — 23,2 %, виробництво — 16,3 %, роздрібна торгівля — 13,7 %.